# 1978년 전미 비평가 협회상
제13회 전미 비평가 협회상은 1978년 최고의 영화를 기리기 위해 1979년 1월에 열린 시상식이다.

## 수상 및 후보

### 작품상
- 손수건을 꺼내라 수상

### 감독상
- 천국의 나날들 - 테렌스 맬릭 수상

### 여우주연상
- 가을 소나타 - 잉그리드 버그만 수상

### 남우주연상
- 버디 홀리 스토리 - 게리 부시 수상

### 여우조연상
- 디어 헌터 - 메릴 스트립 수상

### 남우조연상
- 컴스 호스맨 - 리처드 판스워드 수상
- 유럽 최고 요리사의 죽음 - 로버트 몰리 수상

### 각본상
- 독신녀 에리카 - 폴 마줄스키 수상

### 촬영상
- 천국의 나날들 - 네스토르 알멘드로스 수상